# Aaron d'Aleth
Pour les articles homonymes, voir Aaron.
Aaron d'Aleth né probablement au pays de Galles au VIe siècle et mort vers 552 est un moine et un saint gallois.

## Biographie
Aaron d'Aleth devint ermite dans l'île de Cézembre, en face de la cité d'Aleth (devenu le quartier de Saint-Servan). L'île de Saint-Aaron, aujourd'hui raccordée au continent, est devenue la cité de Saint-Malo.
Saint Aaron fut le fondateur du monastère d'Aleth. Il est aidé dans sa tâche par un autre moine gallois qui venait de le rejoindre : Maclow ou saint Malo, qui le choisira comme père spirituel. 
Dans la cité de Saint-Malo intra-muros, une chapelle lui est dédiée, construite sur le lieu même où il a débarqué, sur le rocher Saint-Aaron.
Il est mort vers 552 et fut enseveli dans son abbaye. Son successeur fut Maclow (saint Malo, dit aussi Maclou). Le crâne et le bras droit d'Aaron furent enchâssés pour être placés dans la cathédrale Saint-Vincent de Saint-Malo.
Il est fêté le 21 juin à Saint-Malo et le 22 juin ailleurs. Une commune éponyme au personnage se situe en Côtes-d'Armor à côté de Lamballe.

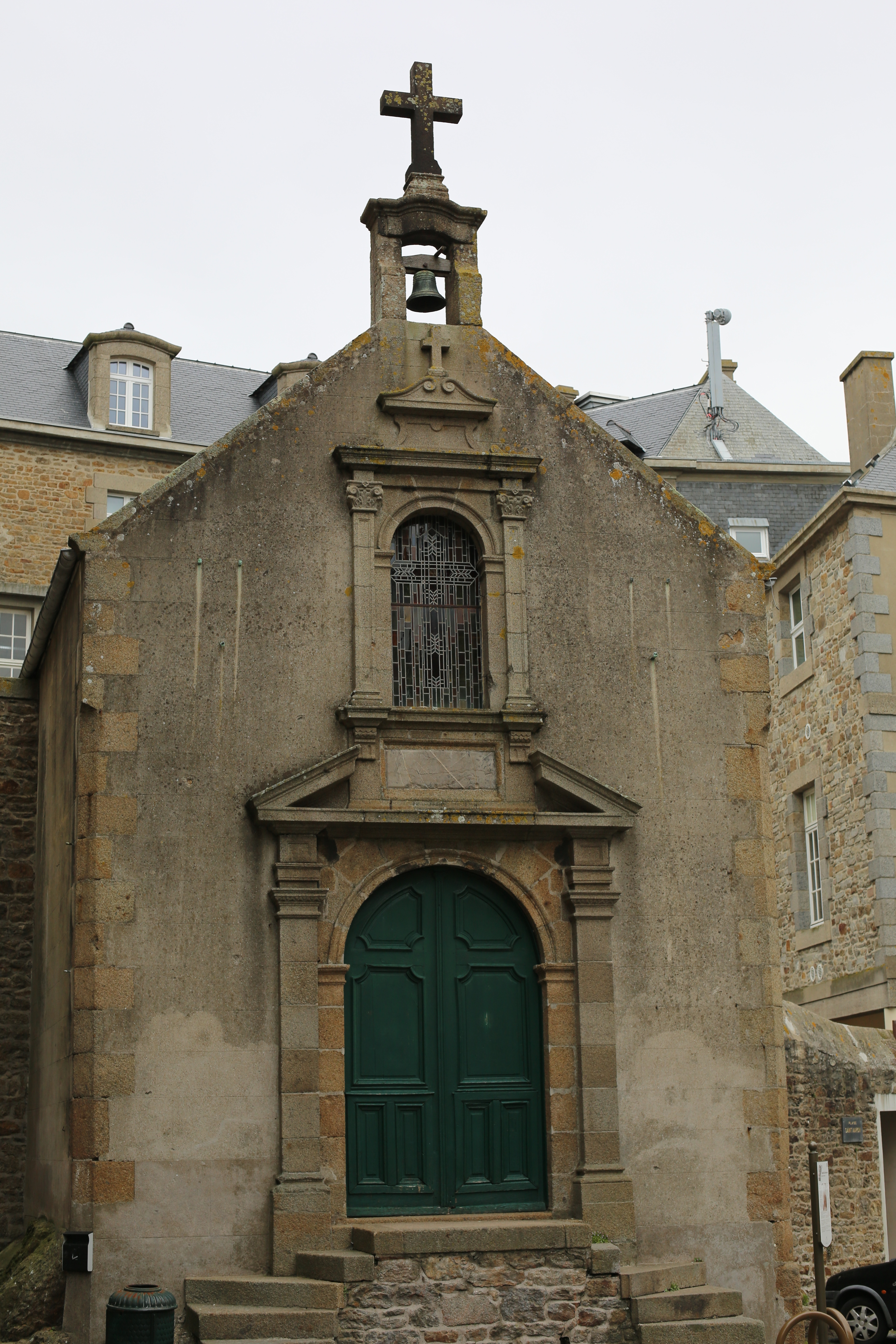
La chapelle Saint-Aaron à Saint-Malo.